# Karl, Bernkastel-Wittlich
Karl là một đô thị ở huyện Bernkastel-Wittlich, trong bang Rheinland-Pfalz, Đô thị Karl, Bernkastel-Wittlich có diện tích 10,38 km², dân số thời điểm ngày 31 tháng 12 năm 2006 là 211 người.